# Tim Walz
Timothy James Walz (n. 6 aprilie 1964, West Point⁠(d), Nebraska, SUA) este un politician american, fost educator și subofițer pensionar al Armatei SUA, care a servit ca cel de-al 41-lea guvernator al Minnesota din 2019. Membru al Partidului Democrat, el este candidatul acestuia la funcția de vicepreședinte la alegerile prezidențiale din 2024 din Statele Unite . A fost membru al Camerei Reprezentanților Statelor Unite din 2007 până în 2019.

## Biografie

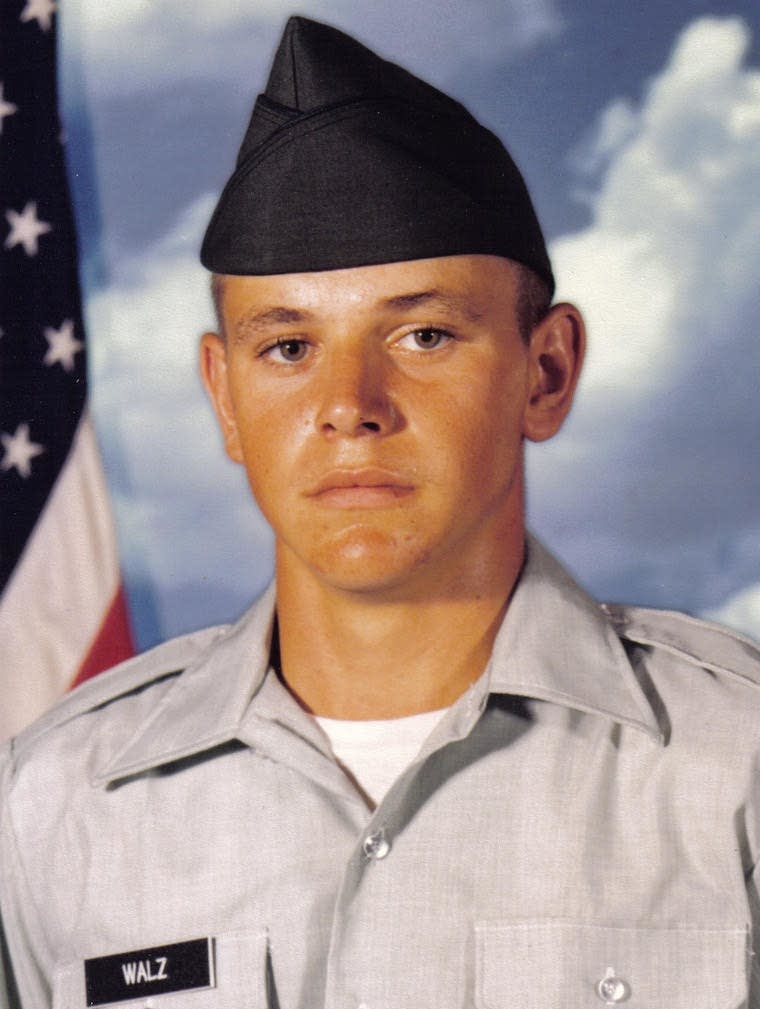
1981

Walz s-a născut în West Point, Nebraska. S-a alăturat Gărzii Naționale a Armatei și a lucrat la un loc de muncă în producție de guler albastru după liceu. Mai târziu a absolvit cu o diplomă de predare la Chadron State College din Nebraska înainte de a se muta în Minnesota în 1996. Înainte de a candida pentru Congres, a fost profesor de studii sociale și antrenor de fotbal în districtul școlar Mankato . El a fost ales în Camera Reprezentanților Statelor Unite în 2006, învingându-l pe actualul republican Gil Gutknecht, cu șase mandate. A fost reales de cinci ori, demisionând în 2019 după ce a fost ales guvernator. Walz reprezenta o secțiune mare, în mare parte rurală, din sudul Minnesota, situată de-a lungul graniței cu Iowa .
Walz a fost ales guvernator al Minnesota pe 6 noiembrie 2018, învingându-l pe candidatul republican, comisarul comitatului Hennepin Jeff Johnson .  A fost reales la alegerile guvernamentale din Minnesota din 2022, învingându-l pe candidatul republican Scott Jensen .   Mandatul lui Walz ca guvernator a ridicat critici pentru eșecul de a desfășura rapid forțele Gărzii Naționale în timpul protestelor George Floyd din 2020 , precum și pentru eșecul de a controla frauda legată de pandemie, comisă de organizația non-profit din Minnesota Feeding our Future .   Cu toate acestea, i se atribuie succese legislative în infrastructura de stat și probleme de mediu, modificări fiscale, mese gratuite la școală și verificări ale antecedentelor armelor .
Pe 6 august 2024, vicepreședintele Kamala Harris și-a anunțat selecția lui Walz ca partener de candidatură la alegerile prezidențiale din SUA din 2024 .   

## Tinerete si educatie
Timothy James Walz s-a născut pe 6 aprilie 1964,  în West Point, Nebraska, din Darlene Rose Reiman,  casnică și James F. Walz, administrator de școală publică.  Walz și cei trei frați ai săi au crescut în Valentine, Nebraska,  o comunitate rurală din partea de nord-vest a statului.   În timp ce Walz era în liceu, tatăl său a fost diagnosticat cu cancer pulmonar .  Familia sa s-a mutat în Butte, Nebraska, în al doilea an pentru a fi mai aproape de rudele părinților săi. 
Walz a absolvit liceul Butte în 1982 cu o clasă de 25 de elevi.   În anul următor, tatăl lui a murit.  În 1989, a obținut o licență în științe sociale de la Chadron State College .   În 1995, a fost arestat pentru o acuzație de conducere sub influență și de atunci a fost un absent .  Walz a obținut un Master în știință în leadership educațional de la Universitatea de Stat din Minnesota, Mankato în 2001.